# Aeroportul Municipal Riverside
Aeroportul Municipal Riverside (IATA: RAL, ICAO: KRAL, FAA LID: RAL) este un aeroport din California, Statele Unite ale Americii. Aeroportul a fost tranzitat în 2019 de 4 pasageri.
Situat la o altitudine de 250 m, aeroportul dispune de 2 piste.

## Infrastructură

### Piste
Aeroportul dispune de 2 piste. Pista 09/27 are suprafața de asfalt și dimensiunile 5.401 picioare × 100 picioare. Pista 16/34 are suprafața de asfalt și dimensiunile 2.850 picioare × 50 picioare. 